# Cadline

## Céginfó
A CadLine Kft. 1991-ben alakult Budapesten, magyar tulajdonosokkal. A cég létrehozásának célja egy új építészeti CAD szoftver fejlesztése volt. 
A program 2009-es változatát az alábbi országokban forgalmazzák: Ausztria, Csehország, Németország, Olaszország, Horvátország, Lengyelország, Korea, Görögország, Szerbia, Japán és Magyarország.
Magyarországon 2001-ben kezdődött az ARCHLine értékesítése. Az ARCHLine a felső, valamint a középfokú oktatásban széles körben oktatott program.

## Termékek
- ARCHLine

## Külső hivatkozások
- Hivatalos magyar honlap Archiválva 2014. április 2-i dátummal a Wayback Machine-ben
- Hivatalos honlap (angolul)
- Hivatalos honlap (olaszul)
- Hivatalos honlap (németül)
- Hivatalos honlap (csehül)